# Campanya del Diyar Bakr
|  | Per a altres significats, vegeu «campanya del Diyar Bakr (1401)». |

La campanya del Diyar Bakr foren les operacions militars de Tamerlà i el seu exèrcit a aquesta regió, principalment la conquesta d'Amida (Armènia) el 1394.

## Primer part de la campanya (1394)
Yarali de Mossul fou escollit per Tamerlà com a guia per anar al Diyar Bakr, amb destinació a Ruha o Edessa. Mentre es feien el preparatius va arribar un ambaixador del príncep ortúquida de Mardin, Aiza, que li oferia la seva submissió i serveis. Els primers dies de gener de 1394 Timur va arribar a les rodalies de Mardin i va enviar un missatge al príncep perquè s'unís al seu exèrcit amb les seves tropes per un eventual atac a Síria i Egipte. Després es van dirigir cap a Rafalain (al naixement del Khabur) on tot l'exèrcit fou enviat a causar desgast en territori enemic; l'ala dreta de l'exèrcit va devastar els territoris subjectes a l'amir de la confederació de les Ovelles Negres o Kara Koyunlu; els de l'ala esquerra van devastar camps cultivats al seu abast agafant cavalls, camells, bous i cabres; van arribar aviat a Edessa on era príncep l'anomenat Ghuzel que al saber que Timur s'acostava havia fugit amb els seus i s'havia refugiat a una muntanya. Timur va enviar uns destacaments que els van trobar i els van fer presoners i els van portar al campament. Timur i els seus homes van entrar a Edessa on van veure i van beure (i es van banyar) a la font d'Abraham.
A Edessa hi va restar 19 dies i en ells va rebre diversos prínceps. El príncep turcman Junayd Turkman va obtenir de Timur el perdó per ell i els seus i va tenir l'honor de fer la reverència a Timur. El príncep de Hisn Kayfa també va poder fer la reverència a Timur al que va donar les claus de la seva vila. En canvi l'amir Aiza de Mardin no es va presentar i Timur el va considerar rebel. El 6 de febrer de 1394 Timur va retornar cap a Mardin; pel camí va trobar al príncep Ali d'Arzan que li oferia obediència i regals; el príncep de Batman va fer el mateix. Fou llavors quan l'emperadriu Txelpan Mulk Agha, que s'havia quedat amb l'equipatge mes d'un mes abans, es va reunir amb el seu marit en un turó prop de Mardin.
Timur va acampar a Shumlik a uns 30 km de Mardin. Aquí també se li va sotmetre Malik Izz al-Din príncep de Jazireh que va portar diversos regals i va acceptar pagar tribut. El 8 de febrer el príncep Aiza va sortir de Mardin i es va postrar als peu de Timur al que portava diversos regals i se’n va sortir prou be ja que Timur el va deixar marxar sense haver explicat la causa de no haver acudit a la crida de Timur.
Aiza de Mardin va acceptar el pagament del tribut imposat i del rescat normal per les ciutats que no es rendien. Quan els soldats de Timur van entrar a la ciutat per recaptar les quantitats, grups de joves els van escridassar. Timur va fer una investigació i segons ell mateix va afirmar, Aiza havia sortit de la ciutat però havia instigat al seu germà i altres caps a no deixar les armes i a no entregar la ciutat de cap manera i a no obeir cap ordre arribada de Timur o els seus comandants. Timur va pensar d'assetjar la plaça però va desistir perquè no hi havia herbes pels cavalls i pel bestiar a la zona i el hivern encara no s'havia acabat. El dia 19 de gener va aixecar el campament i es va dirigir cap a les muntanyes i l'endemà cap a Isfanj on al cap de tres dies va esclatar una turmenta impressionant amb pluges torrencials que van provocar inundacions; els cavalls i bestiar s'enfonsava al fang i s'ofegaven; les pèrdues foren nombrosos i la situació va durar uns dies i cada cop va anar a pitjor; les tendes amb tot el que hi havia van haver de ser abandonades i els homes van haver de marxar a peu; fins al 21 de març no van poder acampar a un lloc sòlid i sec. Es va informar del que passava amb els altres cossos de l'exèrcit i amb els prínceps i la situació havia estat similar però tots havien aconseguit arribar a lloc segur posant davant seu marcadors i llençols i estores gràcies a les quals van poder passar el tràngol i avançar.
Timur va enviar alguns regals a Sultaniya pels seus fills i nets i pel camí aquests regals foren robats per un amir que acompanyava a Malik Izz al-Din de Jezireh quan aquest s'havia anat a sotmetre a Thumlik; contra les promeses de submissió, Malik Izz al-Din va protegir al lladre i el va acollir al seu territori. Timur furiós va enviar dos correus a Izz al-Din en què li ordenava detenir al lladre i enviar-lo a la seva cort lligat de peus i mans i que si ho feia el perdonaria, però en cas contrari aniria a Jezireh amb la cavalleria i destruiria la regió. La fortalesa de Jezireh, al costat del riu Tigris, era prou forta i Izz al-Din va refusar les ordres de Timur. El 24 de març Timur sortia cap a Jezireh, va creuar el Tigris i va avançar tota la nit per l'altre costat arribant a Jezireh encara amb la gent endormiscada. Les tropes de Timur van començar a saquejar i devastar; algunes fortaleses menors foren ocupades (dues o tres). Malil Izz al-Din fou fet presoner per un soldat però no fou reconegut i se’l va deixar anar després que va entregar alguns objectes. Tot el territori fou ocupat i devastat i Izz al-Din va haver de fugir errant i ferit. La població de Jezireh també fou ocupada i devastada. Després Timur va tornar a creuar el Tigris i després de repartir el botí va retornar cap a Mossul. El botí, carregat en 40 barques, va ser portat a Mossul pel riu Tigris.
L'11 d'abril de 1394 Timur va sortir de Mossul cap a Mardin. Miran Shah va passar al davant amb l'avantguarda i va assolar els camps i les muntanyes de la regió de Mardin. El 22 d'abril Timur va arribar davant de Mardin i va instal·lar les tendes per assetjat la ciutat. L'endemà es va donar l'ordre d'assalt i aquest fou tan impetuós que en poques hores van tenir la ciutat dominada i els assetjats es van refugiar a la fortalesa de Kuh (“La Muntanya”) situada al cim d'una muntanya; a la ciutat es va fer un gran botí; molts nois i noies foren agafats per esdevenir esclaus i es van recollir milers de cavalls, camells i bestiar; els botí es va posar al peu de la fortalesa per desmoralitzar als assetjats. La fortalesa tenia com únic accés un camí on hi havia una font que donava aigua suficient per fer girar un moli; l'aigua sobrant baixava per avall; algunes vegades la fortalesa era anomenada Castell Blanc (Kala Shahba). Hi va haver un primer atac que no va reeixir i l'endemà un altre en el que es van fer alguns presoners que havien quedat fora de la fortalesa sense temps a entrar i s'havien protegit en arcades de la muntanya. Ja no es va haver de fer res mes perquè els assetjats van demanar la treva per rendir-se. Timur va tornar al campament i mentre els assetjats van anar sortint de la fortalesa amb regals per Timur (9 de cada classe segons la costum); tots van jurar fidelitat i van acceptar el pagament d'un tribu anyal. Aiza va quedar presoner. Timur no fou massa dur perquè acabava de rebre un missatge procedent de Sultaniya que li anunciava que el seu fill Xah Rukh havia tingut un fill mascle nascut a Sultaniya el dia 11 d'abril (segons la data aportada per Yazdi) que fou anomenat Muhammad Taragai però conegut com a Ulugh Beg ("Gran Príncep").

## Conquesta d'Amida o Diyar Bakr (1394)
El 24 d'abril Timur va sortir de Mardin. El príncep Muhammad Sultan va marxar via Maydan; Timur i Xah Rukh via Saur; Miran Shah via Jaufek. Altres amirs van agafar altres camins. Timur va enviar a Miran Shah a regular les guarnicions i impostos a pagar de totes les places sotmeses a la zona del Tigris. Mentre Timur va acampar a una plana (definida com a agradable, però de la que no es dona el nom) durant tres dies.
Miran Shah el va informar que la gent d'Amida (Armènia), orgullosos de les seves muralles, no volien testimoniar la seva obediència a l'emperador, i aquest va decidir anar cap a la ciutat. Timur va enviar a Jahan Shah per endavant i hi va anar personalment el 3 de maig de 1394, presentant-se davant d'Amida o Diyar Bakr, fortament fortificada, el 5 de maig de 1394. Les muralles eren de pedra i sobre el primer mur se’n havia aixecat un altre i a sobre una terrassa protegida encara per una tercera muralla de pedra; els passos no permetien dos cavalls de front; disposava de dues fonts i de diverses torres altes. Segons la tradició les muralles havien estat construïdes feia 4.300 anys (avui dia serien 4900) i mai havia estat conquerida per la força de les armes, excepte un califa omeia, Yazid III, que hi va entrar pels conductes de les aigües (744).
Acampat fora de les muralles Timur va preparar el seu exèrcit per l'assalt l'endemà. Una pluja de fletxes va iniciar l'atac que fou respost amb una pluja de pedres. Osman Bahadur va poder fer una bretxa considerable a una torre i Said Khoja va fer una segona bretxa; Arghun Shah en va fer una tercera i fou el primer a entrar a la ciutat; la lluita va durar fins l'endemà però en menys de tres dies Timur havia conquerit una fortalesa de gran dificultat. Les cases foren cremades i la guarnició aniquilada. Pretenia destruir les fortificacions i es va començar però no fou possible perquè eren molt dures i es necessitava massa temps i només es van destruir els murs. El 9 de maig de 1394 es va aixecar el campament; tres dies després es va presentar a Timur un soldat de nació uzbek i li va comunicar que Yaik Sufi preparava una rebel·lió i que pretenia fugir a la nit. Timur el va fer detenir i el va interrogar i va confessar, i com que Timur l'havia nomenat cap d'un tuman i amir principal de l'ala dreta de l'exèrcit i que a mes li havia perdonat altres faltes, es va considerar la seva actitud d'extrema ingratitud i, per tant, que havia de ser castigat; ell i el seu fill foren encadenats i els seus còmplices o suposats còmplices foren executats.
Timur va seguir la ruta Sivas, Muix, Bitlis, Akhlat i Aydin per arribar finalment a Alatak o Alatagh.

## Timur a Muix; acords amb Bidlis (1394)
Quan Timur va arribar a la plana de Mehrwan, encara al Diyar Bakr (a uns 30 km de Diyar Bakr), els caps de tribus, governadors i amirs van acudir submisament. Les contribucions que se’ls van imposar foren acceptades. Va passar per Mayyafarikin, Batlam i Ashma i després va determinar les vies que cada amir havia de seguir. Muhammad Sultan va agafar la via de Txepatxur; Timur amb Xah Rukh i amb l'ala esquerra de l'exèrcit, va anar cap a Sivas i Muix; alguns cavalls i mules van perdre la vida al precipicis degut a que a les muntanyes encara hi havia neu. El 22 de maig va arribar a Sahrai Muix; i Miran Shah i l'la dreta de l'exèrcit va passar per Bidlis. Finalment els tres grups van convergir al campament de Timur a Sahrai Muix. Tots els caps locals del Muix es van sotmetre a Timur sense la menor oposició. El prestigiós príncep de Bidlis, Hajji Sharaf, que era lleial a Timur, es va afanyar a anar al seu campament amb regals entre els quals un cavall extraordinàriament veloç; Timur el va tractar especialment be i el va confirmar en els seus dominis als quals va afegir diversos territoris i li va fer diverses concessions (cinturó i sabre amb una part d'or, vesta...) a més de confiar-li a Yaik Sufi per tenir-lo presoner al seu castell.

## Conquestes ordenades per Timur (1394)
Timur va enviar a Muhammad Dervix Barles al setge d'Alengik. L'amir Kara Yusuf dels Kara Koyunlu va fugir al saber que s'acostava l'amir timúrida. Timur va decidir sortir en persecució dels turcmans i va nomenar a Burhan Aghlan com a cap de la cavalleria i acompanyat de Jahan Shah Bahadur i de Aybaji Aghlan els va enviar al darrere de Kara Yusuf. Timur va restar uns dies mes a la plana de Muix i en aquest temps va decidir castigar a tots els prínceps kurds que no havien anat a sotmetre’s tal com havia ordenat. D'aquesta tasca se’n va encarregar Miran Shah que va atacar als prínceps renuents i va donar quarter als que es sotmetien. Muhammad Dervix Barles va encallar en el setge d'Alangik i Timur li va enviar reforços manats per Timur Khoja, fill d'Ak Bugha, sense gaires resultats.